# Optimus Telecomunicações

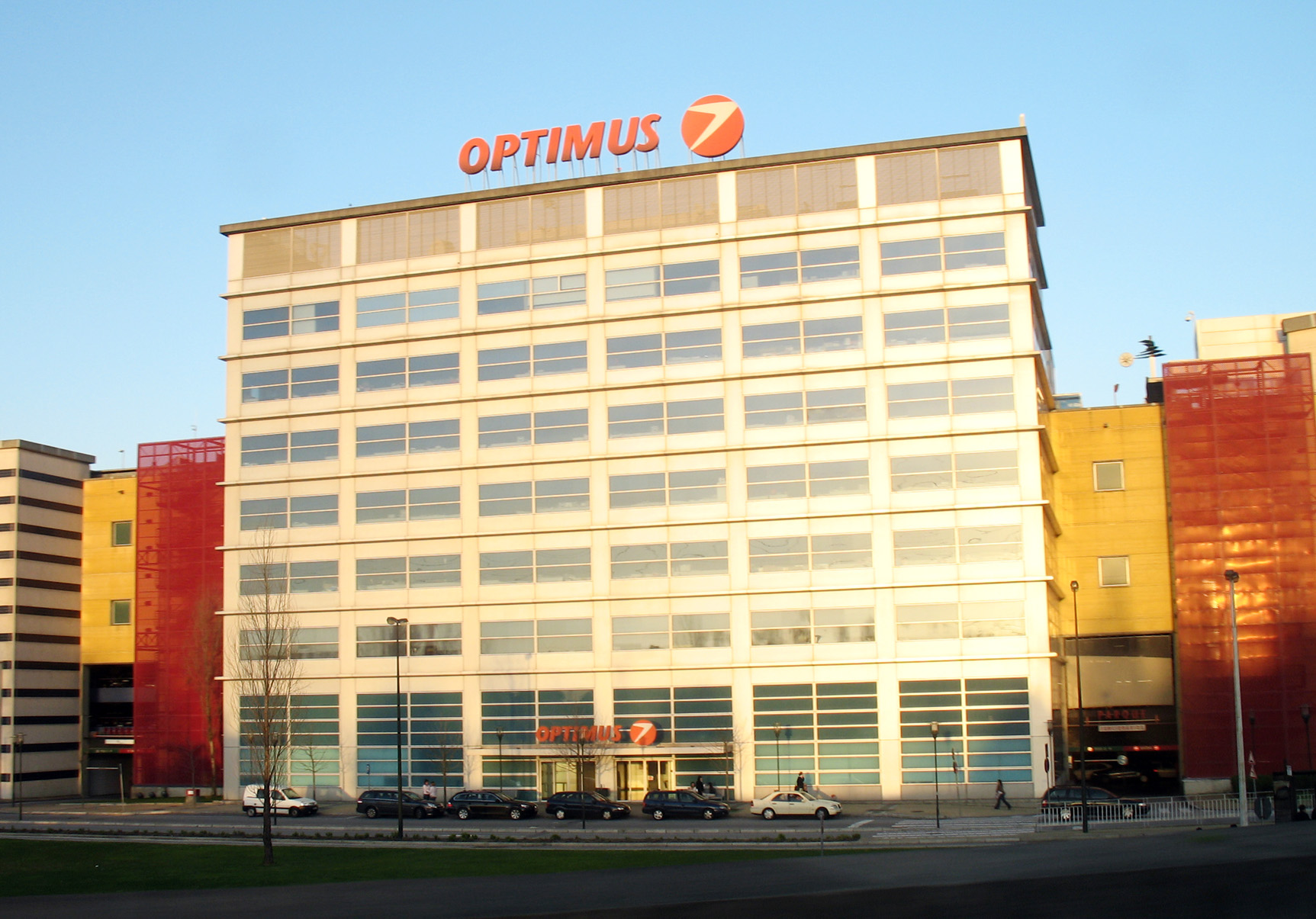
Hauptverwaltung in Matosinhos

Optimus Telecomunicações S.A. war ein portugiesischer Mobilfunkbetreiber. Muttergesellschaft ist der Mischkonzern Sonaecom der Sonae Gruppe von Belmiro de Azevedo.
Die Gesellschaft wurde 1997 gegründet und nahm ihren GSM-Betrieb am 15. September 1998 auf. Minderheitsaktionär ist Orange, eine Tochter der France Télécom. 2004 wurde der Firmenauftritt im Werbemarkt von Blau zu Orange geändert.
Die Mobilfunkvorwahl ist 93. Internetdienste werden mit GPRS und Mobilfunkstandards 3G der dritten Generation unter dem Namen Kanguru angeboten, mit Mindestgeschwindigkeiten von 386 kbit/s. Kanguru Xpress bietet seit Mai 2006 über HSDPA mehr als 1,8 MB/s.
2013 wurde der Zusammenschluss von ZON Multimédia und Optimus zu Zon Optimus bekanntgegeben. Die Vereinbarung sieht eine Erhöhung des Grundkapitals von Zon vor. Anteilseigner von Optimus erhalten rund 40 Prozent an dem neuen Unternehmen. Zusammengerechnet kommen Zon und Optimus auf einen Umsatz von mehr als 1,6 Milliarden Euro und einen Marktanteil von 26 Prozent.
ZON Multimedia und Optimus haben sich 2014 zum Unternehmen NOS vereinigt.